# Château de Sant Esteve de Mar
 (mai 2025).
Si vous disposez d'ouvrages ou d'articles de référence ou si vous connaissez des sites web de qualité traitant du thème abordé ici, merci de compléter l'article en donnant les références utiles à sa vérifiabilité et en les liant à la section « Notes et références ».
 (mai 2025).
La mise en forme du texte ne suit pas les recommandations de Wikipédia : il faut le « wikifier ».
Les points d'amélioration suivants sont les cas les plus fréquents :
- Les titres sont pré-formatés par le logiciel. Ils ne sont ni en capitales, ni en gras.
- Le texte ne doit pas être écrit en capitales (les noms de famille non plus), ni en gras, ni en italique, ni en « petit »…
- Le gras n'est utilisé que pour surligner le titre de l'article dans l'introduction, une seule fois.
- L'italique est rarement utilisé : mots en langue étrangère, titres d'œuvres, noms de bateaux, etc.
- Les citations ne sont pas en italique mais en corps de texte normal. Elles sont entourées par des guillemets français : « et ».
- Les listes à puces sont à éviter, des paragraphes rédigés étant largement préférés. Les tableaux sont à réserver à la présentation de données structurées (résultats, etc.).
- Les appels de note de bas de page (petits chiffres en exposant, introduits par l'outil «  Source ») sont à placer entre la fin de phrase et le point final[comme ça].
- Les liens internes (vers d'autres articles de Wikipédia) sont à choisir avec parcimonie. Créez des liens vers des articles approfondissant le sujet. Les termes génériques sans rapport avec le sujet sont à éviter, ainsi que les répétitions de liens vers un même terme.
- Les liens externes sont à placer uniquement dans une section « Liens externes », à la fin de l'article. Ces liens sont à choisir avec parcimonie suivant les règles définies. Si un lien sert de source à l'article, son insertion dans le texte est à faire par les notes de bas de page.
- La présentation des références doit suivre les conventions bibliographiques. Il est recommandé d'utiliser les modèles {{Ouvrage}}, {{Chapitre}}, {{Article}}, {{Lien web}} et/ou {{Bibliographie}}. Le mode d'édition visuel peut mettre en forme automatiquement les références.
- Insérer une infobox (cadre d'informations à droite) n'est pas obligatoire pour parachever la mise en page.

Pour une aide détaillée, merci de consulter Aide:Wikification.
Si vous pensez que ces points ont été résolus, vous pouvez retirer ce bandeau et améliorer la mise en forme d'un autre article.
Le château de Sant Esteve de Mar est un château situé au sommet d'une falaise dans la municipalité de Palamós, dans le Baix Empordà, entre la plage de La Fosca et la cala s'Alguer. Il ne reste que quelques bases de tours et quelques murs. On y accède par un chemin qui part de la plage de La Fosca. En 2015, la Mairie de Palamós a consolidé les vestiges dans le cadre du programme Roman Ouvert, promu par la Généralité de Catalogne et la Fondation La Caixa.

## Description
A l'est subsiste une partie d'une tour basse de plan rectangulaire, en partie creusée dans la roche naturelle, jusqu'au début d'une voûte. Un peu plus en arrière, on peut voir un mur en pente d'environ 5 mètres, au nord duquel se dresse une tour rectangulaire comme celle de l'est mais qui est maintenue à la même hauteur que le mur. Au sud, il y en a un autre avec un appareil fait de pierres plus grosses qui est peut-être plus tardif. L'entrée de l'enceinte fortifiée a été modifié par la ferme, aujourd'hui en ruine, qui se dressait là, adossée à l'ancienne construction.

## Histoire

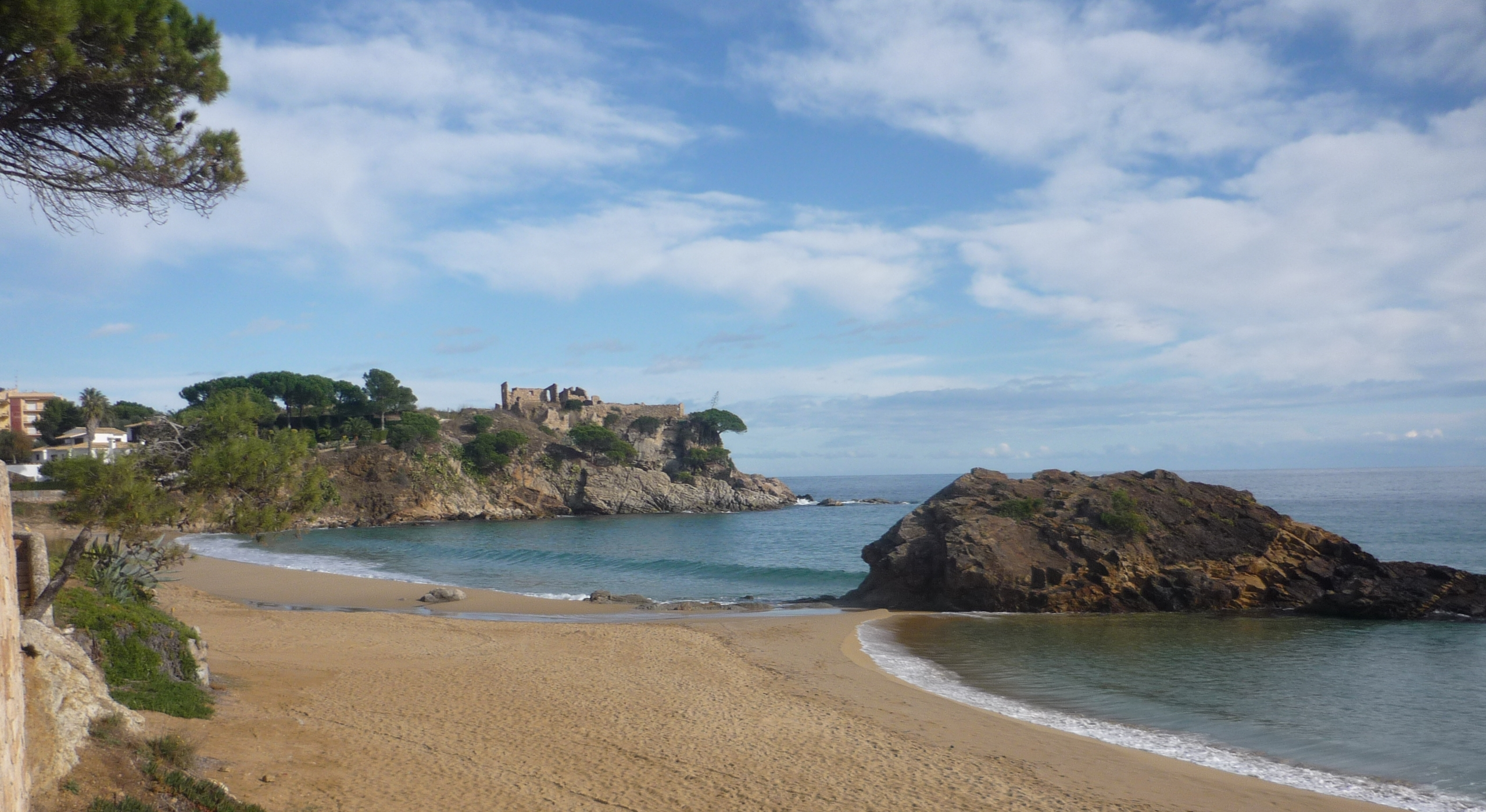
Vue du château depuis la plage de la Fosca

Le château a été construit sur une villa romaine qui, à son tour, a probablement été construite sur un village ibérique. Il est mentionné pour la première fois en 1063 dans un document conservé dans les archives du monastère de Sant Pere de Galligants, dans les Archives de la Couronne d'Aragon. Il fait référence à deux châteaux, le castellum quod uocatur Sanctus Stephanus de Peculiare (comprenant Peculiare comme une possession en location du monastère de Sant Pere de Galligants) et le castellum Maur.
Le Castrum Sancti Stephani de Mari était le siège d'un domaine seigneurial qui, en 1272, était aux mains de Dalmau de Palol, fils d'un autre Dalmau de Palol et d'Agnès de Sant Esteve, seigneurs de Vulpellac, dans la commune de Forallac. En 1277, Dalmau de Palol lui-même, par l'intermédiaire d'Arnau sa Bruguera, premier maire de Palamós, vendit le château au roi Pierre le Grand, ainsi que les terres et les fermes qui lui correspondaient, pour le prix de 7 500 sols barcelonais, dans le but de satisfaire le désir royal de posséder un port sur la côte de l'Empordà.
Au Moyen Âge, elle appartenait à différents seigneurs féodaux : Simon de Geronella, Jaume de Cornellà, Bernat Pallarès (Barcelone), son fils Pere Pallarès et, enfin, Berenguer de Cruïlles , un important seigneur féodal de l'Empordà, qui l'acheta à l'ancien propriétaire pour 20 000 sols barcelonais. En 1484, tous les domaines du château de Sant Esteve et de la ville de Palamós passèrent aux mains de Galceran de Requesens, premier comte de Palamós.
Pendant la guerre des Remences, il fut presque entièrement démoli et abandonné jusqu'à sa transformation en ferme aux XVIe-XVIIe siècles. Le château devint un point stratégique de surveillance et de défense avancée de Palamós et de ses environs. En même temps, elle est devenue un mas. À l' époque moderne, l'exploitation agricole était combinée au contrôle des côtes, notamment pour alerter la population des incursions des pirates et des corsaires venus d'Afrique du Nord.
Les paroisses de Palamós, Vila-romà et Vall-llobrega assuraient conjointement la surveillance de Sant Esteve, partageant les frais de poudre, de bombardements et de réparations nécessaires aux murs de la forteresse. En 1568, le livre de l’Université de Palamós enregistre le paiement de quelques travaux de réparation à la « forteresse de La Fosca ». Un siècle plus tard, vers 1650, des gardes étaient encore régulièrement organisées à Sant Esteve.
Cette ambivalence entre mas, fort et tour de guet a perduré jusqu'à la fin du XVIIIe siècle, car même si les incursions des pirates algériens étaient très rares, il y avait d'autres dangers : navires anglais, contrebande, navires en provenance de zones où sévissait la peste, etc. Au fil du temps, les gardes n'étaient plus maintenues à La Fosca et le travail agricole a fini par être la seule activité réalisée dans le bâtiment.

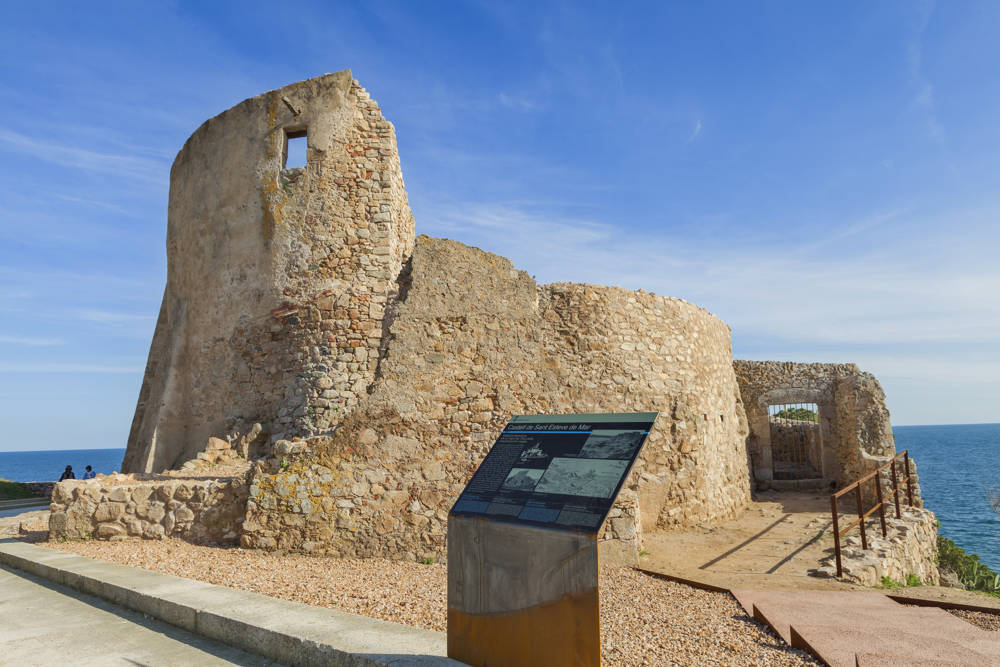
Vue du château après les travaux de consolidation en 2015

L'ancien château est resté une ferme jusqu'au milieu du XXe siècle, époque à laquelle il a été définitivement abandonné. À partir de ce moment, il subit une dégradation lente mais progressive. Sa situation, proche de la mer, soumise aux intempéries, et également éloignée des centres les plus fréquentés, furent des facteurs déterminants de son déclin.
La situation du château a pris un tournant avec la signature d'un accord de collaboration établi entre la Généralité de Catalogne et La Caixa, pour le développement du "Programme Roman Ouvert", et l'accord spécifique, daté du 30 octobre 2009, établi entre ces deux organismes et la Mairie de Palamós, une fois la propriété passée de propriété privée à propriété municipale.
Entre 2011 et 2015, des travaux de consolidation ont été réalisés, avec les travaux de déblaiement, de nettoyage, d'enlèvement des gravats, de planification, de conception et de consolidation qui en ont résulté.